# Władysław Tarnawski
Władysław Tarnawski (ur. 3 listopada 1885 w Przemyślu, zm. 4 kwietnia 1951 w Warszawie) – polski profesor, filolog anglista.

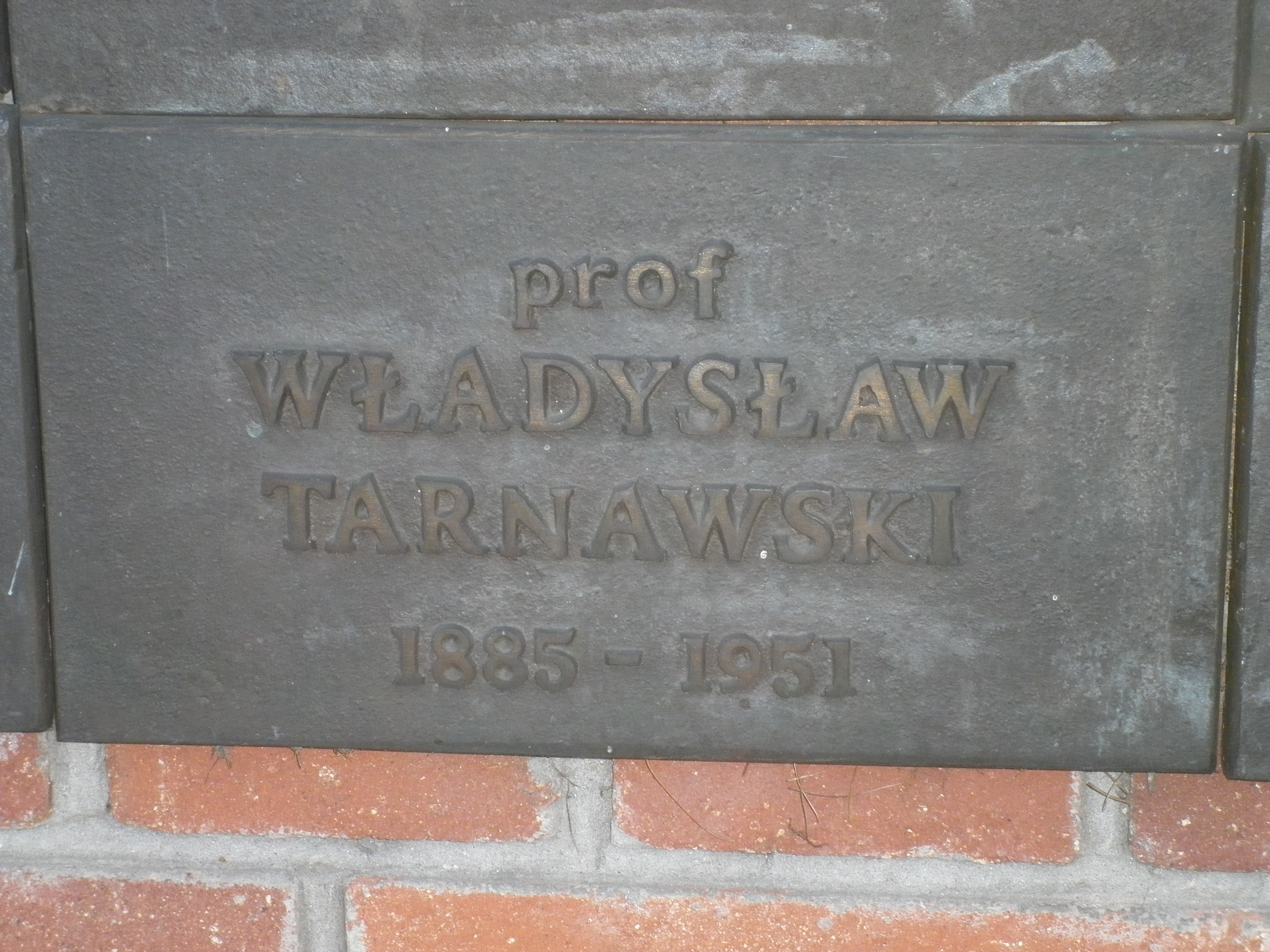
Symboliczny grób Władysława Tarnawskiego na Wojskowych Powązkach

## Życiorys
Urodził się 3 listopada 1885 w Przemyślu, w rodzinie Leonarda i Wincenty z Waygartów. Był bratankiem doktora Apolinarego Tarnawskiego. W 1903 ukończył z odznaczeniem C.K. Gimnazjum w Przemyślu, po czym podjął studia na Uniwersytecie Lwowskim w zakresie filologii polskiej. Od 1908 studiował filologię angielską na Uniwersytecie Jagiellońskim, gdzie w 1913 otrzymał doktorat na podstawie rozprawy O polskich przekładach dramatów Szekspira. W latach 1914–1924 był profesorem gimnazjalnym w Przemyślu - uczył języka polskiego oraz historii. Działał w Stronnictwie Narodowo-Demokratycznym. Podczas I wojny światowej służył w szeregach armii austriackiej. Redagował „Ziemię Przemyską”. Kontynuował przerwaną przez wojnę pracę naukową, a po pobycie w Anglii w 1922 uzyskał habilitację na UJK na podstawie pracy Życie, dzieło i znaczenie w literaturze angielskiej Krzysztofa Marlowe. W styczniu 1924 został mianowany profesorem nadzwyczajnym. W latach 1924–1934 i 1937–1939 był profesorem filologii angielskiej na UJK. Od 1928 był członkiem czynnym Towarzystwa Naukowego we Lwowie, w latach 1928–1935 sekretarzem Wydziału Filologicznego.
Był członkiem redakcji i prezesem komitetu redakcyjnego „Lwowskiego Kuriera Porannego”. Po utworzeniu w 1928 Stronnictwa Narodowego został przewodniczącym koła lwowskiego SN i członkiem zarządu dzielnicowego SN. Z Listy Narodowej kandydował do Sejmu RP III kadencji (1930–1935) w okręgu przemyskim nr 48.
W czasie pierwszej okupacji sowieckiej Lwowa (1939–1941) był kierownikiem katedry języka angielskiego na Uniwersytecie. Podczas okupacji hitlerowskiej ukrywał się w Krakowie, gdzie wykładał filologię angielską w ramach tajnego nauczania. Po ponownym zajęciu Lwowa przez Armię Czerwoną w 1944 wrócił do Lwowa i podjął pracę na Uniwersytecie.
W 1945 zmuszony do wyjazdu ze Lwowa zamieszkał w Krakowie i od 16 października 1945 podjął wykłady na UJ. W tym okresie rozpoczął także aktywną działalność w konspiracji niepodległościowej jako wiceprezes Komitetu Ziem Wschodnich. 4 grudnia 1946 został za to aresztowany przez UB i uwięziony. Skazany na 10 lat więzienia zmarł w więzieniu mokotowskim.
Grób własny znajduje się na cmentarzu Powązkowskim w Warszawie, a symboliczny w Kwaterze „Na Łączce”. Pogrzeb profesora odbył się potajemnie w obecności najbliższej rodziny, był kontrolowany przez UB. Jego żona Maria z domu Kościńska (zm. 1973) została pochowana na Cmentarzu Głównym w Przemyślu w grobowcu Leonarda Tarnawskiego.

## Dorobek naukowy
- O polskich przekładach dramatów Szekspira wyd. Kraków 1914, stron 207
- Krzysztof Marlowe. Jego życie, dzieła i znaczenie w literaturze angielskiej wyd. Warszawa 1922, stron 265
- Historia literatury angielskiej:

Tom I Od czasów najdawniejszych do Drydena i Miltona wyd. Lwów 1926, stron 590
Tom II Od Swift’a do Burns’a wyd. Lwów 1926, stron 644
- Szekspir – Książka dla młodzieży i dorosłych wyd. Lwów 1931, stron 301
- Szekspir katolikiem wyd. Lwów 1938, stron 97
- Przekład wszystkich dzieł Wiliama Shakespeare’a: trzy z nich – Antoniusz i Kleopatra (1921), Romeo i Julia (1924), Juliusz Cezar (1925) – zapoczątkowały nową serię Biblioteki Narodowej, z kolei pięć innych – Hamlet (1953), Ryszard II (1956), Król Lear (1957), Burza (1958) i Sen nocy letniej (1970) – ukazało się pośmiertnie w tej samej serii, w opracowaniu innych badaczy[5]. Reszta rękopisów znajduje się w Bibliotece Jagiellońskiej.